# Lemi

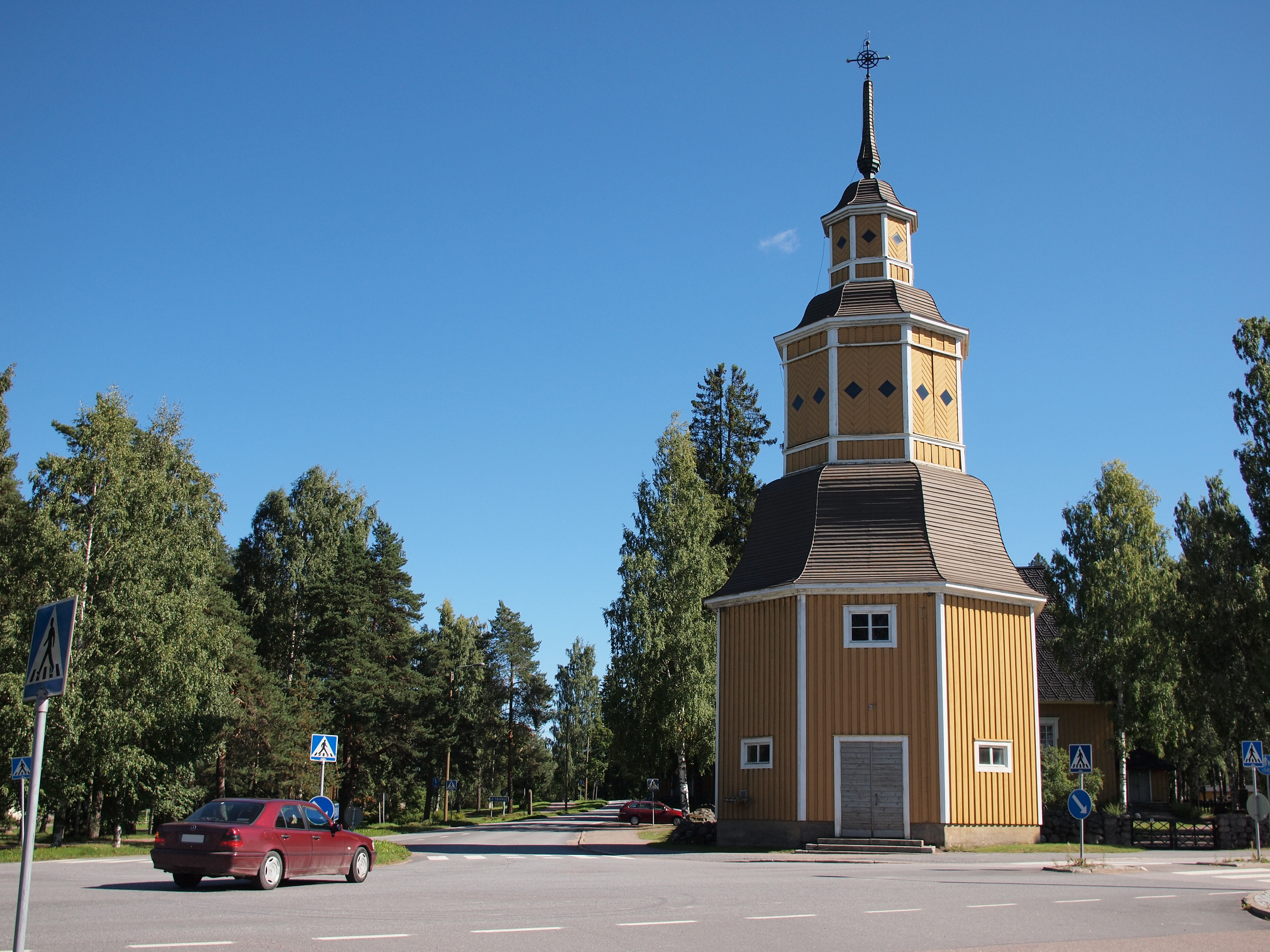
Der hölzerne Turm der Kreuzkirche in Lemi

Lemi [ˈlɛmi] (schwedisch historisch: Klemis) ist eine Gemeinde im Osten Finnlands mit 2886 Einwohnern (Stand 31. Dezember 2022). Sie liegt in der Landschaft Südkarelien, rund 20 Kilometer westlich der Stadt Lappeenranta. Die anderen Nachbargemeinden sind Luumäki, Savitaipale und Taipalsaari. Das Gemeindezentrum von Lemi liegt am Ufer des Kivijärvi-Sees.
Lemi gehörte ursprünglich zum Kirchspiel Taipalsaari. Der Bau der ersten Kirche in Lemi wurde 1668 begonnen, doch bevor die Kirche geweiht werden konnte, wurde sie zwei Jahre später Opfer von Brandstiftung. 1688 wurde eine neue Kirche errichtet und Lemi wurde zu einer eigenen Kapellengemeinde. Die jetzige Kirche, eine hölzerne Kreuzkirche, stammt aus dem Jahr 1786. Seit 1806 ist Lemi eine eigenständige Kirchengemeinde, die politische Gemeinde besteht seit 1867.
Lemi ist für die traditionelle kulinarische Spezialität särä, ein Gericht aus Kartoffeln und Lammfleisch, bekannt.

## Ortschaften
Zu der Gemeinde gehören die Orte Ahtiala, Hakulila, Heikkilä, Huttula, Hyvärilä, Iitiä, Juvola, Kaamanniemi, Kuukanniemi, Kapiala, Keskisenpää, Korpela, Kurkela, Kärmeniemi, Laukkola, Lavola, Merenlahti, Metsola, Mikkola, Nisola, Nuppola, Parkkola, Pöllölä, Ruohiala, Ruomi, Sairala, Sorvarila, Suomalainen, Suoniala, Suontakainen, Sutela, Taipale, Tevaniemi, Torvenniemi, Uiminniemi, Urola, Vainikkala und Värtölä.

## Söhne und Töchter
- Mirja Hietamies (1931–2013), Skilangläuferin